# Cobra-de-folhiço
A cobra-de-folhiço (nome científico: Drymoluber dichrous), também chamada cobra-cipó, corredeira, papa-rato ou rateira, é uma espécie de serpente da família dos colubrídeos (Colubridae), amplamente distribuída na América do Sul, incluindo o Brasil.

## Etimologia
Não foram dadas explicações sobre a escolha do epíteto específico dichroa (depois dichrous). O termo deriva do grego antigo dichróa (διχρόα) ou dichroûs (διχρους), que significa "duas cores" ou "bicolor", possivelmente em referência à coloração contrastante dos espécimes adultos, com dorso escuro e ventre claro. O nome do gênero Drymoluber foi cunhado como uma combinação de Drymobius e Coluber, com o objetivo de simultaneamente destacar a afinidade entre Drymoluber dichrous e o gênero Coluber, ao mesmo tempo em que propõe uma distinção taxonômica.
A cobra-de-folhiço foi descrita pela primeira vez por Wilhelm Peters em 1863, sob o nome Herpetodryas dichroa, com localidade-tipo designada como "Brasil [e] supostamente do Suriname". Seu holótipo é ANSP 3920 e foi obtido de Napo ou Maranhão, no Peru. Em 2013, Costa et al designaram como lectótipo ZMB 1661.

## Descrição
A cobra-de-folhiço pode atingir até 1,2 metro de comprimento. Distingue-se de todos os demais colubrídeos neotropicais por uma combinação única de características morfológicas. Possui escamas dorsais lisas, dispostas em 13, 15 ou 17 fileiras na região média do corpo; escudo cloacal geralmente inteiro (raramente dividido); entre 157 e 202 ventrais; 84 a 127 subcaudais divididos; e apresenta pseudoautotomia caudal. A cabeça exibe dois pares de escamas mentonianas, sendo a primeira com aproximadamente metade do comprimento da segunda. A fórmula labial inclui geralmente oito supralabiais (ocasionalmente sete ou nove) e oito ou nove infralabiais (mais raramente sete ou dez). Conta com um pré-ocular (raro haver dois) e dois pós-oculares (eventualmente um ou três), além de 14 a 26 dentes maxilares. Por conseguinte sua coloração apresenta variação ontogenética: juvenis mostram máculas branco-avermelhadas e escuras na cabeça e corpo com faixas transversais alternadas por espaços claros; adultos tendem a exibir coloração dorsal uniforme em tons de verde, marrom ou cinza. Os hemipênis são subcilíndricos, não capitados e apresentam um único lobo com cerca de metade do comprimento total do órgão. Este lobo é ornamentado por cálices papilares que gradualmente dão lugar a babados e espinhos espinulados organizados em fileiras transversais. Os espinhos adjacentes ao sulco espermático possuem gancho basal característico.

## Distribuição
A cobra-de-folhiço ocorre na Colômbia, Equador, Peru, Brasil (estados de Alagoas, Minas Gerais, Pará, Espírito Santo, Bahia, Ceará, Rio de Janeiro, Paraíba, Roraima, Amazonas, Mato Grosso, Rondônia, Acre, Amapá, Pernambuco e Maranhão), Venezuela (Amazonas), Bolívia (Beni), Guiana Francesa, Suriname e Guiana. É encontrada desde o nível do mar até altitudes de 3 500 metros. Habita uma variedade de ambientes, desde florestas tropicais de terras baixas até florestas úmidas de altitude, incluindo a Mata Atlântica, enclaves florestais na Caatinga e brejos nordestinos.

## Ecologia
A cobra-de-folhiço é exclusivamente diurna e terrestre durante o período de atividade, utilizando a vegetação para repouso noturno. É ovípara e põe de dois a seis ovos. Alimenta-se principalmente de lagartos, sapos e ovos.

## Conservação
A União Internacional para a Conservação da Natureza (UICN) classifica a cobra-de-folhiço como uma espécie pouco preocupante (LC), em decorrência de sua ampla distribuição, população relativamente estável, ausência de grandes ameaças e presença em muitas áreas protegidas. A espécie é considerada incomum na Colômbia e na Venezuela. Embora a tendência populacional nos últimos dez anos ou três gerações permaneça incerta, é provável que sua distribuição e abundância tenham se mantido relativamente estáveis nesse período. Em 2018, foi classificada como menos preocupante (LC) no Livro Vermelho da Fauna Brasileira Ameaçada de Extinção do Instituto Chico Mendes de Conservação da Biodiversidade (ICMBio); e em 2022, como vulnerável (VU) na Avaliação do estado de conservação dos anfíbios e répteis de Pernambuco.